# Thibaut Rigaudeau
Thibaut Rigaudeau, né le 4 septembre 1990 à La Roche-sur-Yon, est un joueur de cécifoot et un triathlète handisport.

## Biographie
Thibaut Rigaudeau est atteint d'une rétinite pigmentaire diagnostiquée à ses 8 ans. 
Il évolue en équipe de France de cécifoot entre 2011 et 2014, disputant les championnats du monde en 2011. 
Il découvre le paratriathlon en 2018  et participe à ses premiers Jeux paralympiques aux Jeux de Tokyo en 2021, terminant à la quatrième place en catégorie PTVI.
Il remporte la médaille d'argent en catégorie PTVI aux Jeux paralympiques de 2024 à Paris. Il était accompagné de son guide, Cyril Viennot. 

## Palmarès
Le tableau présente les résultats les plus significatifs (podium) obtenus sur le circuit national et international de paratriathlon.
| Année | Compétition                                  | Pays                | Position           | Temps          |
| ----- | -------------------------------------------- | ------------------- | ------------------ | -------------- |
| 2024  | Jeux paralympiques PTVI                      | France              | Médaille d'argent  | 1 h 0 min 5 s  |
| 2023  | Championnats du monde de paratriathlon PTVI  | Espagne             | Médaille d'argent  | 58 min 42 s    |
| 2023  | Championnats de France de paratriathlon PTVI | France              | Médaille d'or      | 58 min 29 s    |
| 2023  | Championnats d'Europe de paratriathlon PTVI  | Espagne             | Médaille de bronze | 55 min 54 s    |
| 2022  | Championnats du monde de paratriathlon PTVI  | Émirats arabes unis | Médaille d'argent  | 1 h 0 min 17 s |
| 2022  | Championnats d'Europe de paratriathlon PTVI  | Pologne             | Médaille d'argent  | 47 min 52 s    |
| 2022  | Championnats de France de paratriathlon PTVI | France              | Médaille d'or      | 1 h 1 min 33 s |
| 2021  | Championnats d'Europe de paratriathlon PTVI  | Espagne             | Médaille d'argent  | 1 h 0 min 48 s |
| 2021  | Championnats de France de paratriathlon PTVI | France              | Médaille d'or      | 59 min 1 s     |

## Décorations
- Chevalier de l'ordre national du Mérite (2024)[3]